# Нижний Ломовец
Ни́жний Ломове́ц (до ок.1816 Нижнее Ломачево) — село Верхнеломовецкого сельского поселения Долгоруковского района Липецкой области.

## География
Нижний Ломовец находится в юго-восточной окраине района в 25 км от села Долгоруково.
Располагается на высоких берегах ручья Ломовечин при впадении в него мелких ручьёв. На севере села, в овраге «Суров Ржавец», расположился живописный пруд «Суры».

## История
Основан мелкими служилыми людьми в середине XVII века. Как и соседнее село Верхний Ломовец, расположен на ручье Ломовец (Ломовечин), от которой получил название. Имя ручья — по месту добычи (ломки) камня. На недальнем расстоянии от Нижнего Ломовца имеются селения, связанные с разработкой камня и носящие такие названия: Жерновец (Жерновное), Каменка. В XVIII—XIX веке его населяли преимущественно однодворцы и частично помещичьи крестьяне. Был достаточно крупным селом, через которое проходила одна из важнейших дорог, связывающая Елец с Землянском — «Елецкая скотопрогонная дорога». В конце XVIII века упоминается под названием Нижнее Ломачево, в частности на картах «Воронежского наместничества из атласа горного училища» (1792), «Воронежской губернии из атласа Вильбрехта» (1800). На карте «Российской Империи и близлежащих заграничных владений. Столистовой карте» (1816) упоминается уже под современным названием. Также в начале XIX века в Нижнем Ломовце, ежегодно 21 сентября (5 октября по новому стилю), проходила ярмарка, на которой велась торговля красным товаром, деревенскими продуктами и изделиями.
В XIX — начале XX века село относилось к Калабинской (а ранее к Нижнеломовецкой) волости Землянского уезда Воронежской губернии. В 1926 году Нижний Ломовец — центр Нижнеломовецкого сельсовета, однако с 1932 года в составе Верхнеломовецкого сельсовета. В 1928 году вошёл в Долгоруковский район, который с декабря 1939 года в составе Орловской области. После образования в 1954 году Липецкой области район включён в её состав. В 1963 году Долгоруковский район был упразднен, и село оказалось в Тербунском районе. Но через год Долгоруковский район был восстановлен в прежних границах.

## Население
| 1859 | 1897  | 2010 | 2011 |
| ---- | ----- | ---- | ---- |
| 1142 | ↗1190 | ↘184 | →184 |

## Приходская церковь
Сохранившийся и доныне храм был построен в 1790 году и освящён во имя Рождества Христова, а его приделы в честь святителя Димитрия Ростовского митрополита и святой великомученицы Варвары. В конце XIX века к приходу этой церкви кроме села относились деревни Спасовка и Исаевка. Ежедневные службы в приходской сельской церкви проходили вплоть до 1930-х годов. В 1933 году храм был закрыт, и до 1990-х годов его помещение использовалось как зернохранилище.
Последним священником Христа-Рождественского храма был Пётр Николаевич Проскуряков (род.1874), уроженец села Голосновка, Землянского Уезда, Воронежской губернии. Арестован в 1933 году, осуждён по ст. 58-10 УК РСФСР тройкой ПП ОГПУ по ЦЧО (Центрально-чернозёмной области). Приговор — 3 года ссылки в Северный край (судьба не известна). Реабилитирован 27 марта 1989 года Липецкой областной прокуратурой.
В результате использования помещения церкви не по назначению, её первоначальный архитектурный облик был частично утерян: перестроена южная стена, не сохранились росписи стен, отсутствуют окончания колокольни и храма.
Имеет региональный охранный статус, однако о восстановлении разрушающейся святыни речи не идёт.

## Транспорт
Нижний Ломовец соединён с районным центром и селом Верхний Ломовец асфальтированной автодорогой. Грунтовой дорогой связан с сёлами Архангельское, Долгуша и Вислая Поляна, деревнями Сновская, Исаевка, Чаадаевка.
В село ежедневно курсирует автобус по маршруту Долгоруково — Н. Ломовец.

## Известные жители
Князь Иван Михайлович Волконский (1809—1879). В 1858 году продал имение в Тульской губернии и поселился в селе Нижний Ломовец.